# Psilotrichum camporum
Psilotrichum camporum är en amarantväxtart som beskrevs av Jean Paul Antoine Lebrun, L. Touss. och Lucien Leon Hauman. Psilotrichum camporum ingår i släktet Psilotrichum och familjen amarantväxter. Inga underarter finns listade i Catalogue of Life.